# Detroit Falcons
Els Detroit Falcons foren un equip de bàsquet actualment desaparegut, van participar en la Basketball Association of America (BAA), competició precursora de l'NBA. La seva seu era a la ciutat de Detroit.
Els Falcons només van participar en la primera temporada de la BAA, la 1946/47, quedant en quarta posició de la Conferència Oest, amb un total de 20 partits guanyats i 40 partits perduts, a més de 18 partits de la primera posició. L'ala-pivot Stan Miasek era el seu jugador més valuós, amb 895 punts (14,9 punts per partit) i va aconseguir l'elecció en el Millor Quintet de la BAA, l'equivalent a l'actual Millor Quintet de l'NBA.Tot i que Detroit acollia el draft inaugural de la BAA (ara NBA), els Falcons serien un dels dos equips de la BAA que no van participar en aquest esdeveniment inaugural. Després de la conclusió del draft, els Falcons es van retirar oficialment de la BAA el 9 de juliol de 1947.convertint-se en la segona franquícia de BAA a retirar-se després que els Cleveland Rebels ho fessin un mes abans, el 9 de juny.

## Entrenadors
- Glenn Curtis.
- Philip Sachs.